# Rhod Gilbert
Rhodri Paul Gilbert (født 18. oktober 1968) er en walisisk komiker og tv- og radiovært, der var nomineret til Perrier Best Newcomer Award i 2005. I 2008 blev han nomineret til hovedpræmien ved Edinburgh Comedy Awards.
Gilbert har optrådt i både tv- og radioshows, og han har optrådt med standup på Royal Variety Performance, og været vært på det ugentlige BBC Radio Wales.
I september 2014 begyndte Gilbert som vært på BBC Twos panelshow Never Mind the Buzzcocks, som den femte vært på programmet, der sluttede i maj 2015.

## Turnéer
- 1984
- Knocking on Heaven's Door
- Who's Eaten Gilbert's Grape
- The Award-Winning Mince Pie
- The Cat That Looked Like Nicholas Lyndhurst
- The Man with the Flaming Battenberg Tattoo
- The Book of John

### Stand-up DVD'er
| Titel                                       | Udgivet           | Noter                                   |
| ------------------------------------------- | ----------------- | --------------------------------------- |
| The Award-Winning Mince Pie                 | 16. november 2009 | Live at London's Bloomsbury Theatre     |
| The Cat That Looked Like Nicholas Lyndhurst | 15. november 2010 | Live at London's HMV Hammersmith Apollo |
| The Man with the Flaming Battenberg Tattoo  | 19. november 2012 | Live at London's HMV Hammersmith Apollo |